# Ilija Lupulesku
Ilija Lupulesku, född 30 oktober 1967 i Uzdin, är en före detta jugoslavisk/amerikansk bordtennisspelare. Han var europamästare i dubbel och mixeddubbel.
Han tog ett OS-silver i herrdubbel i bordtennis 1988 i Seoul tillsammans med Zoran Primorac. Efter 2004 tävlade han för USA, vilket inkluderade olympiska sommarspelen 2004.